# 湖南农民运动考察报告
《湖南农民运动考察报告》是毛泽东对20世纪20年代中華民國湖南省农民运动进行分析的著作，首次发表于1927年3月的《战士》周刊第三十期。

## 创作背景

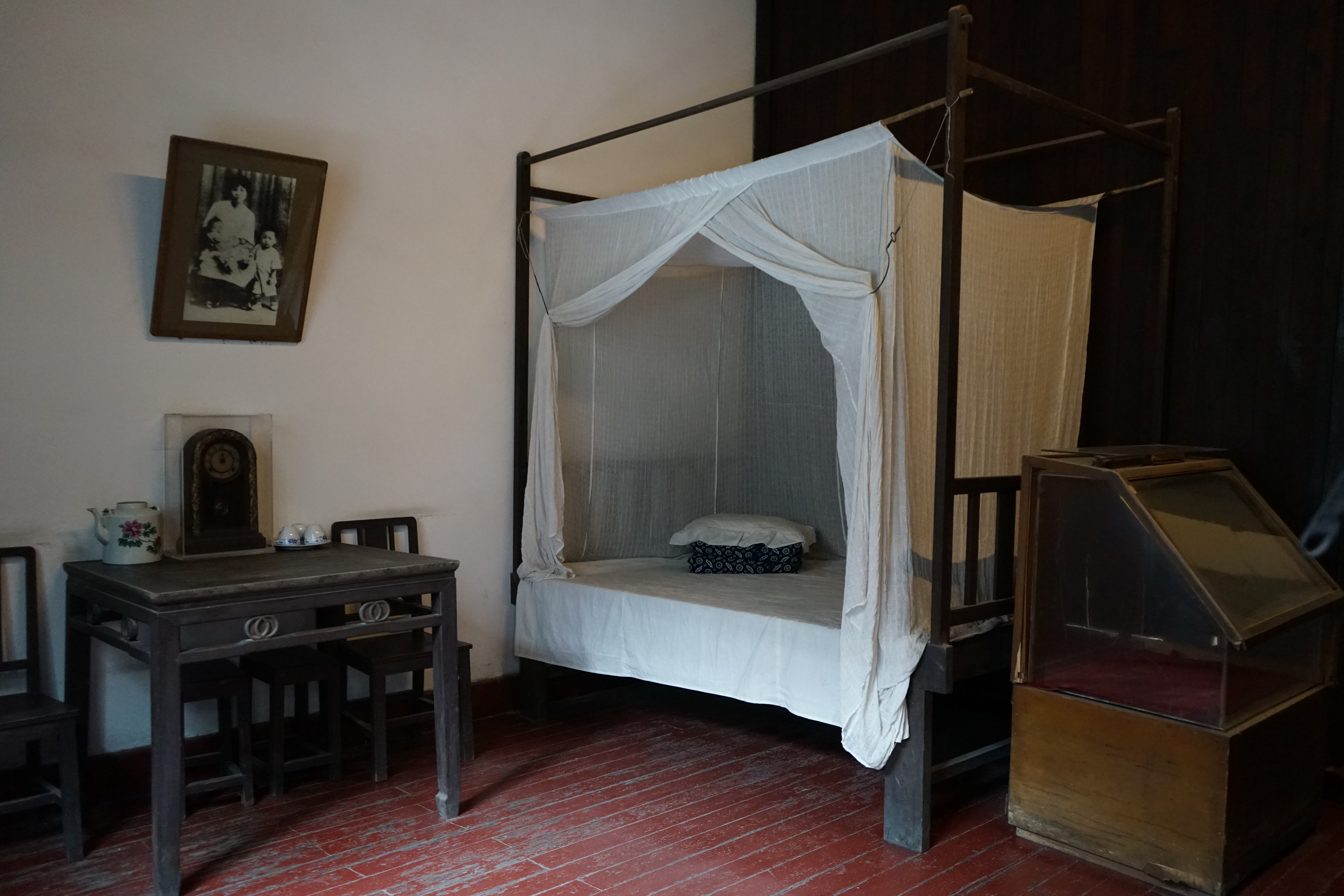
武昌毛泽东旧居毛泽东夫妇卧室。2月16日，毛在此完成了《湖南农民运动考察报告》。

1926年2月21日至24日，中共中央在北京召开特别会议，根据斯大林的指示，决议“党在现时政治上主要的职任，是从各方面准备广东政府的北伐；而北伐的政纲必须是以解决农民问题作主干”。1926年5月，叶挺部率先进入湖南；7月9日，国民革命军誓师北伐。1926年7月11日，北伐军进入湖南省会长沙；9月10日，北伐军占领武汉，当时中共党员谭平山任中国国民党农民部长，毛泽东任国民党广州第六届农民运动讲习所所长。1926年11月，毛泽东赴上海任中共中央农民运动委员会书记，随即赴武汉创办武汉国民党中央农民运动讲习所。北伐军所到之处，迅速组织农民协会，开展农民运动。1927年1月4日至2月5日，毛泽东赴湖南湘潭、湘乡、衡山、醴陵、长沙五县考察农民运动。1927年3月，毛泽东发表《湖南农民运动考察报告》。
1926-27年，随着国共合作的深化与北伐战争取得重大进展，以毛泽东、谭平山等人为代表的一派中共党员开始主张深化农村土地革命、发展农民运动。这一主张，以及农民运动本身主要着眼于反对封建宗法制度以及野蛮的土地佃租制度的特点，引发了农村社会的深刻变革。
土地革命与农民运动对农村社会的冲击触动了以地主阶级为主体的国民党右派的利益，引起了他们猛烈的抨击。与此同时，以陈独秀为首的部分中共党人因严格奉行共产国际所指令的“国共合作”方针而坚持维护与中国国民党的合作，力主回避农民运动所带来的矛盾以迁就中国国民党，故而也对土地革命及农民运动产生了极大的质疑与责难。
在这样的舆论环境下，为了解释与回击来自中共党内外的质疑、不满与责难，毛泽东以中共中央农民运动委员会书记的身份，在1927年1月至2月之间回到农民运动发展最为蓬勃的湖南省，实地考察当地的农民运动。本文即是此次实地考察的总结性报告。

## 主要章节
- 农民问题的严重性
- 组织起来
- 打倒土豪劣绅，一切权力归农会
- “糟得很”和“好得很”
- 所谓“过分”的问题

革命不是请客吃饭，不是做文章，不是绘画绣花，不能那样雅致，那样从容不迫，文质彬彬，那样温良恭俭让。革命是暴动，是一个阶级推翻一个阶级的暴烈的行动。农村革命是农民阶级推翻封建地主阶级的权力的革命。农民若不用极大的力量，决不能推翻几千年根深蒂固的地主权力。农村中须有一个大的革命热潮，才能鼓动成千成万的群众，形成一个大的力量。
- 所谓“痞子运动”
- 革命先锋
- 十四件大事
  - 第一件： 将农民组织在农会里
  - 第二件： 政治上打击地主
  - 第三件： 经济上打击地主
  - 第四件： 推翻土豪劣绅的封建统治——打倒都团
  - 第五件： 推翻地主武装，建立农民武装
  - 第六件： 推翻县官老爷衙门差役的政权
  - 第七件： 推翻祠堂族长的族权和城隍土地
  - 第八件： 普及政治宣传
  - 第九件： 农民诸禁
  - 第十件： 清匪
  - 第十一件： 废苛捐
  - 第十二件： 文化运动
  - 第十三件： 合作社运动
  - 第十四件： 修道路，修塘坝

## 影响与评价
1927年3月，毛泽东的《湖南农民运动考察报告》先后在中共湖南省委机关刊物《战士》周报、中共中央机关刊物《向导》周报、汉口《民国日报》的《中央副刊》、《湖南民报》刊发，引起广泛关注。1927年4月，汉口长江书店以《湖南农民革命（一）》为书名出版单行本，瞿秋白在为该书所作的序言中说：“中国的革命者个个都应当读一读毛泽东这本书。”毛泽东在八七会议上发言，称《湖南农民运动考察报告》“在湖南产生了影响，对中央则毫无影响”。
《湖南农民运动考察报告》引起了共产国际的关注。1927年5月27日和6月12日，共产国际执委会机关刊物《共产国际》俄文版和英文版分别发表了《湖南农民运动考察报告》。这是毛泽东第一篇被介绍到国外的文章。这也是该杂志第一篇反映中国人对中国革命重大问题的观点的论文。当时，农民问题不仅在中国，就是在国际共产主义运动中也是个没有解决好的问题。《共产国际》英文版的编者按指出：“在迄今为止的介绍中国农村状况的英文版刊物中，这篇报道最为清晰。”当时的共产国际执委会主席布哈林在执委会第八次全会扩大会上谈到考察报告时称赞报告“文字精练，耐人寻味”，“毛泽东是个出色的鼓动员”。
1930年共产国际评价毛泽东：“当中国共产党在土地革命遭到失败时，他违背了社会主义领导者的意志，继续在湖南农民群众中战斗。”《湖南农民运动考察报告》影响了共产国际对中国革命建立农村政权的观念。国共合作的大革命时期，共产国际始终不同意抛开中国的工业中心而在农村建立苏维埃政权。共产国际执委会第七次全会还只是形成了“以土地问题为中心”的决议而未采取具体指导措施，布哈林在报告中说“或许，农民问题是整个中国革命的中心问题”。而在《报告》中，毛泽东论述了在农村建立农民政权的必要性：“地主政权，是一切权力的基干。”农民不夺取政权，“一切减租减息，要求土地及其它生产手段等等的经济斗争，绝无胜利之可能。”湖南农民在打倒旧的农村政权后，已经实现“一切权力归农会”。毛泽东在《报告》中指出，只要采取放手发动群众的政策，“很短的时间内，将有几万万农民从中国中部、南部和北部各省起来”，“一切帝国主义、军阀、贪官污吏、土豪劣绅，都将被他们葬入坟墓。”
《报告》对湖南农民运动的描述使共产国际领导人感受到农民运动的革命情绪和首创精神，因此改变了过去对农民运动的观点。斯大林在共产国际执委会第八次全会上表达了对中国农民政权的认可：“在湖南、湖北、河南等等省份里，千百万农民被卷进极伟大的土地革命中，农民在这些省份里建立起自己的政权、自己的法庭、自己的自卫力量，赶走地主，用‘平民手段’制裁他们，这难道不是事实吗？”《报告》使共产国际认识到中国农民的力量，矫正了“城市中心论”的执念。《报告》发表后，共产国际执委会第八次全会对中国革命发出了“应当全力发展土地运动”的明确指示。

### 引用
1. ↑  .   [2018-06-28]. （原始内容存档于2018-06-28）.
2. ↑  布哈林：《在共产国际执委会第八次全会扩大会上的发言》。见：《毛泽东年谱（1893—1949）》上卷，中央文献出版社2013年版，第183页。
3. ↑  共产国际《国际新闻通讯》1930年3月20日。
4. ↑  斯大林：《关于中国革命和共产国际任务的讲话》
5. ↑  刘瑛：“《湖南农民运动考察报告》对共产国际的影响”，《毛泽东思想研究》，2001年第3期，第115-116页。